# وليام بلانشارد جيرولد
ويليام بلانشارد جيرولد (وُلد في لندن 23 كانون الأول 1826- 10 أذار 1884) هو صحفي وكاتب إنجليزي.

## سيرته
مسقط رأسه لندن، هو النجل الأول للمسرحي دوغلاس وليام جيرولد. نظرًا اعتراضه مع الطقوس في مدرسة الصفوة ماو ("أكاديمية مارتن في أولد سلوترز، حيث درس بها لمدة سنتين ونصف، هجر المدرسة واشتغل في الصحافة في عمر مبكر.
تم توظيفه مفوض في كريستال بالاس للسويد عام 1853، والَّف كتاب Brage-Beaker مع السويديين (1854) عند إيابه. عام 1858 تم انتدابه للمعرض العالمي في باريس، المعرض العالمي، كمراسل صحفي في عدة صحف في لندن، ومن حينه مكث طويلا في باريس.  في عام 1857 أصبح محرر عوض عن والده في صحيفه لويدز الأسبوعية، لمدة ستة وعشرين عامًا. اثناء النزاع الداخلي الأمريكي، آزَرَ جماعه الشمال، وكرر طبع الكثير من مقالاته الرئيسية ورفع اللافتات في مدينة نيويورك بواسطه الحكومة الفيدرالية. انشئ وادار الفرع الإنجليزي للجمعية الأدبية الدولية لاستيعاب قوانين حقوق النشر.
دُفِن بجانب والده في مقبرة ويست نوروود.

## الفهرس
مُثلت أربعة من مسرحياته بنجاح على مدرج لندن، المسرحية المعروفه باسم، بارد كَخيار (ليسيوم 1851)، هي الأكثر سيطًا. أنتجت خبرته للفرنسية العديد من الكتب، أثمنها كتابه «سيرة نابليون الثالث» (1874).  عند إنتهاء أجله، كان مُنصرف بتأليف قصه حياة غوستاف دورية، الذي رسم الكثير من كتبه.
ومن كتبه:
- حكاية تميز اجتماعي (1848)
- سيرة واثار دوغلاس جيرولد (1859)
- سمو وانحطاط في العالم (1863)
- صغار لوتيتيا (1864)
- النسبة المئوية (1871)
- في البيت في باريس (1871)
- صحبة الأفضل على الإطلاق (1871-1873)
- لندن: رحلة حج (1872) رسمها غوستاف دوريه
- حياة جورج كروكشانك (1882)

## روابط خارجية
- Works by Blanchard Jerrold at Project Gutenberg
- Works by or about William Blanchard Jerrold at Internet Archive